# Holcopasites calliopsidis
Holcopasites calliopsidis är en biart som först beskrevs av Linsley 1943.  Holcopasites calliopsidis ingår i släktet Holcopasites och familjen långtungebin.

## Underarter
Arten delas in i följande underarter:
- H. c. calliopsidis
- H. c. carinatus

## Bildgalleri

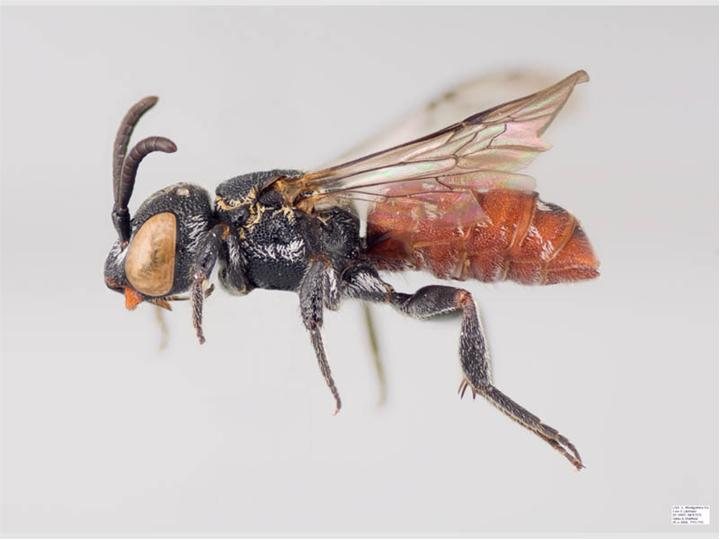
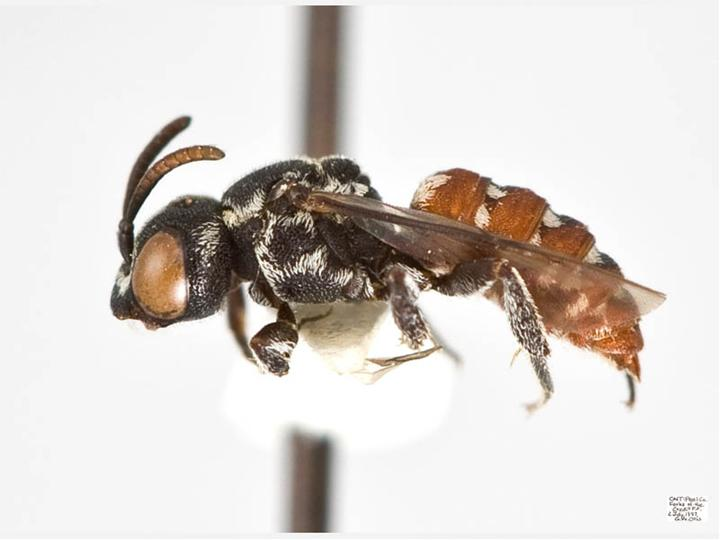